# Cornelia toe Boecop
Cornelia toe Boecop, née en 1551 à Kampen (place, Overijssel) et morte en 1629, est une peintre hollandaise portraitiste.

## Biographie

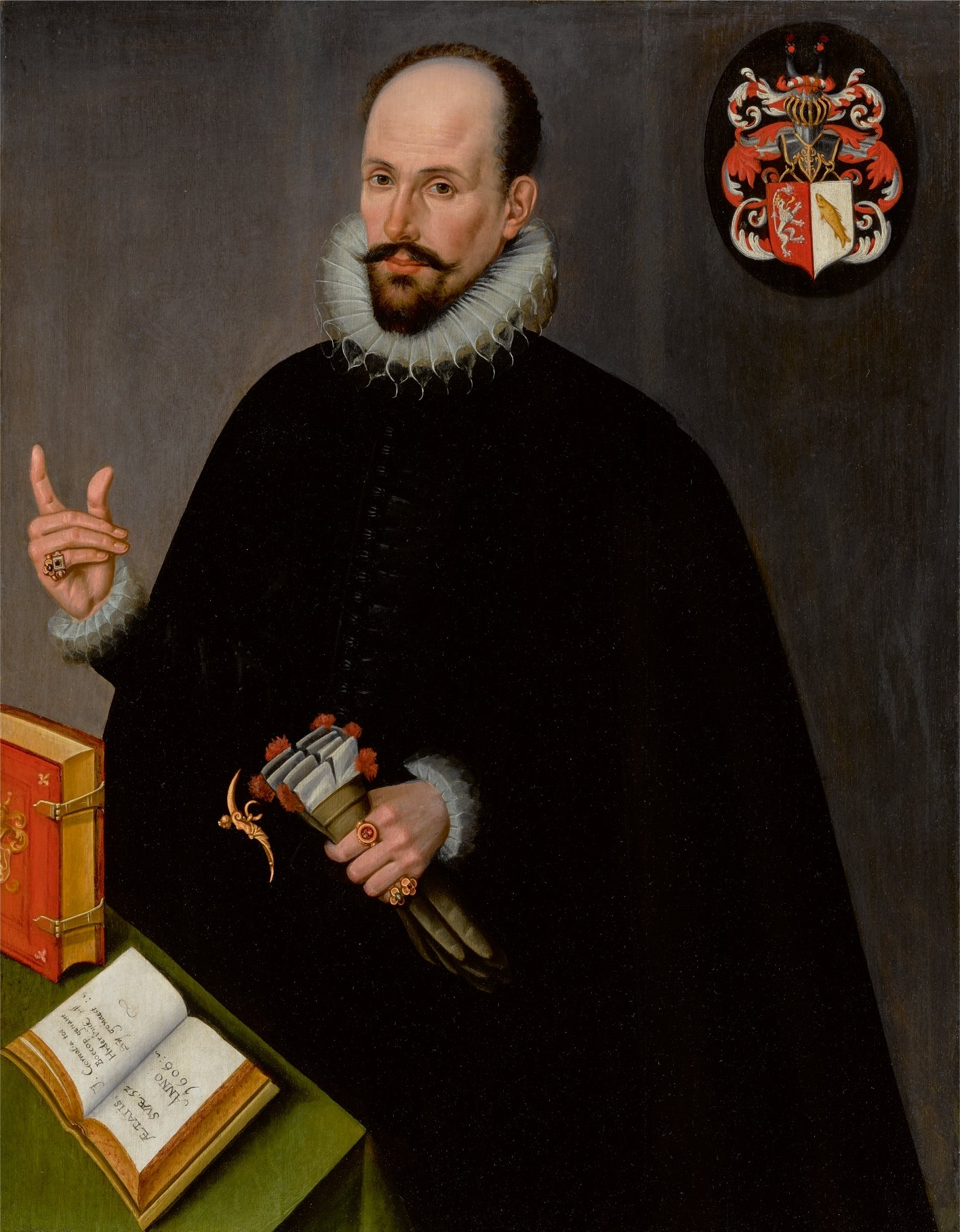
Portrait d'Ott van Bronckhorst (1606) par Cornelia toi boecop.

Cornelia toe Boecop née en 1551 à Kampen, est cinquième d'une famille aisée de six enfants (un garçon et cinq filles). Elle est la fille d'Egbert toe Boecop, échevin et marguillier, et de Mechtelt van Lichtenberg, peintre renommée, qui la forme dans ce domaine ainsi que sa sœur cadette de Margaretha toe Boecop .
Elle prend comme premier époux, Roderick van Harderwijck (avant 1601), ce qui explique pourquoi elle signe sous ce nom. Après la mort de celui-ci, elle épouse le 2 juin 1629, Gerrit toe Boecop tot de Ruwenberg.
On conserve de Cornelia toe Boecop un Portrait de femme et une Crucifixion de 1593. À la suite de la restauration de cette dernière peinture, une exposition intitulée "Souffrance imaginée" a été organisée au Stedelijk Museum de Kampen en 2006.
En 1595, Cornelia toe Boecop réalise le portrait d'un homme. Les armoiries représentées dans le portrait appartiennent à la famille Van der Vecht-van Zuilen van Nijevelt. Elle signe le tableau avec les mots "Iov. Cornelia toe Boecop me faecit an. 1595". À l'époque de la réalisation de ce portrait, Cornelia a 45 ans, ce qui démontre qu'elle continue à exercer la peinture même après son mariage, suivant ainsi les traces de sa mère qui a également peint avant et pendant son mariage.
En 1606, Cornelia peint Ott van Bronckhorst, qui épouse sa cousine germaine Johanna van Harderwijck en 1590. Elle réalise probablement davantage de portraits de personnes de son cercle proche, car elle est issue de la noblesse.

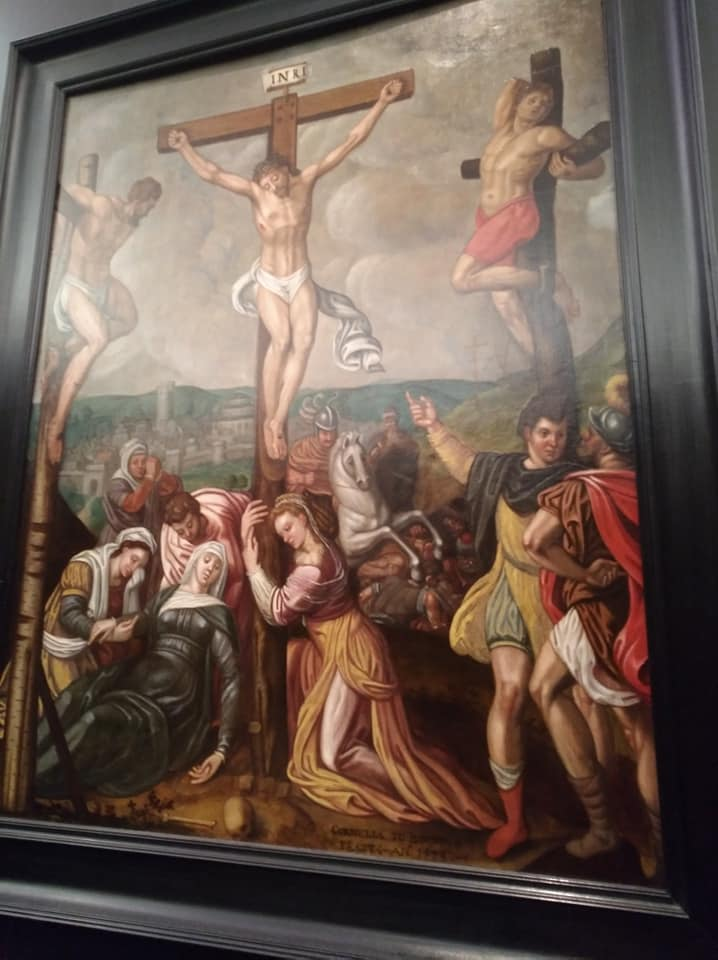
La crucifixion (1593) par Cornelia toe boecop.

Elle meurt en 1629.